# Roquefort-les-Cascades
Roquefort-les-Cascades é uma comuna francesa na região administrativa de Occitânia, no departamento de Ariège. Estende-se por uma área de 7,08 km². Em 2010 a comuna tinha 94 habitantes (densidade: 13,3 hab./km²).